# Perros potencialmente peligrosos

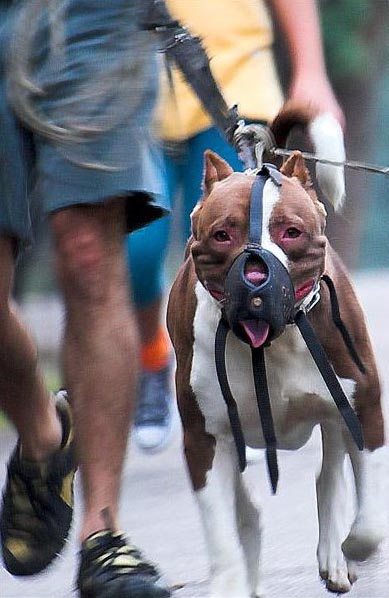
Un perro de la raza Pit bull terrier americano con correa y con bozal.

Perros potencialmente peligrosos es la denominación que algunas legislaciones utilizan para nombrar a determinadas razas de perros que son consideradas de manejo especial por sus atributos físicos. Estos perros, dadas sus condiciones físicas —tamaño, fortaleza, tenacidad—, tienen el potencial de realizar ataques causando graves daños, lo que ha obligado al establecimiento de leyes que regulen su control.

## El perro
El perro (Canis familiaris o Canis lupus familiaris), es un mamífero omnívoro de la familia de los cánidos, y dentro de esta de la subfamilia de los caninos. La inmensa mayoría de las razas de perros no constituyen un serio peligro para el hombre.

## Perros considerados de manejo especial

### Colombia
En Colombia la regulación se recoge en la Ley 1801 de 2016 por la cual se expide el Código Nacional de Seguridad y Convivencia Ciudadana (capítulo IV) y considera como tales a todos los perros que han tenido episodios de agresiones a personas, otros perros u otras mascotas; a los que han sido adiestrados para el ataque y la defensa.
Un perro de manejo especial es aquel individuo de la especie canina indistintamente del tamaño, mestizaje o raza a la que pertenezca, que por su Historial en episodios de agresión, mala educación y descontrol por parte de su Tutor irresponsable pueda suponer una amenaza para la integridad de las personas y animales.
Los perros que merecen la catalogación de Manejo Especial son Todos los perros, que: han protagonizado episodios repetitivos de agresiones a personas o animales, perros que han sido adiestrados para el ataque y defensa, perros que han sido adiestrados para peleas de perros y perros que le hayan causado la muerte a personas o animales.

### España
En España, el Real Decreto 287/2002, de 22 de marzo, por el que se desarrolla la Ley 50/1999, de 23 de diciembre, sobre el régimen jurídico de la tenencia de animales potencialmente peligrosos, se refiere en concreto a la fauna doméstica de la especie canina. En su primer anexo, se especifican las razas de perros afectadas: Pit bull terrier, Staffordshire bull terrier, American Staffordshire terrier, Rottweiler, Dogo argentino, Fila brasileiro, Tosa Inu, Akita Inu. El segundo anexo añade una serie de características a tener en cuenta para clasificar aquellos perros sin raza definida:

ANEXO II
Los perros afectados por la presente disposición tienen todas o la mayoría de las características siguientes:
a) Fuerte musculatura, aspecto poderoso, robusto,configuración atlética, agilidad, vigor y resistencia.
b) Marcado carácter y gran valor.
c) Pelo corto.
d) Perímetro torácico comprendido entre 60 y 80 centímetros, altura a la cruz entre 50 y 70 centímetros y peso superior a 20 kg.
e) Cabeza voluminosa, cuboide, robusta, con cráneo ancho y grande y mejillas musculosas y abombadas. Mandíbulas grandes y fuertes, boca robusta, ancha y profunda.
f) Cuello ancho, musculoso y corto.
g) Pecho macizo, ancho, grande, profundo, costillas arqueadas y lomo musculado y corto.

h) Extremidades anteriores paralelas, rectas y robustas y extremidades posteriores muy musculosas, con patas relativamente largas formando un ángulo moderado.

El Anexo II se refiere a los ejemplares sin raza definida. Aquellos que la tienen, se enmarcan en el Anexo I.I
Para la tenencia de perros potencialmente peligrosos en España es necesario ser mayor de edad, no tener antecedentes penales ni sanciones relacionadas con la tenencia de los mismos, disponer de la capacidad física y aptitud psicológica necesarias y suscribir un seguro de responsabilidad civil específico.
Además, la presencia de estos perros en la vía pública está sometida a unas obligaciones de seguridad, como son que el perro sea conducido por la única persona autorizada, que lleve bozal puesto, y que vaya atado con una correa que no supere los dos metros de longitud.
Pueden además existir normativas autonómicas o locales más restrictivas.

### Venezuela
En Venezuela, se publicó a principios de enero del 2010 en la Gaceta Oficial n.º 39 338 la Ley para la protección de la fauna doméstica libre y en cautiverio en la que, entre otras aspectos, establece en su artículo 33 la obligación de mantener permanentemente en cautividad los caninos de tipo Pit-bull (American Staffordshire terrier, Bull terrier, Pit bull terrier americano y Staffordshire bull terrier). Hasta el 31 de diciembre de 2014, los perros existentes en el país de dichas razas tuvieron que ser entregados a las autoridades para mantenerlos en cautiverio permanente debido a que quedó prohibida su existencia en el país.

### Argentina
En Argentina no existe una Ley nacional que regule la tenencia de los perros potencialmente peligrosos, por lo que algunas jurisdicciones han legislados Leyes provinciales.
La Provincia de Buenos Aires (Ley 14107), la Ciudad Autónoma de Buenos Aires (Ley 4078), la Provincia de Mendoza (Ley 7633), la Provincia de Río Negro (Ley 4043), la Provincia de Santiago del Estero (Ley 6973) y la Provincia de Córdoba (Ley 9685) son las que regulan la tenencia de los perros potencialmente peligrosos dentro de su territorio.
Las razas consideradas como potencialmente peligrosas son las siguientes: Bull Terrier, Dogo argentino, Rottweiller, Pit Bull Terrier, Staffordshire Bull Terrier, Akita Inu, American Staffordshire Terrier, Fila brasileño, Dóberman, Dogo de Burdeos, Bullmastiff, Tosa Inu, Mastín napolitano, Presa canario, Ovejero alemán, Gran perro japonés, Cane corso y aquellos adiestrados para el ataque.
Las Leyes provinciales le exigen a los propietarios la inscripción en un Registro de Propietarios de perros potencialmente peligrosos y en algunos casos la contratación de un seguro de Responsabilidad Civil para PPP.
La circulación en la vía pública debe realizarse con una correa menor a dos metros y bozal.

## Controversia
Desde un punto de vista científico la designación como perro potencialmente peligroso (Ppp) plantea varios problemas. 
1. Grado variable de homogeneidad genética en las razas lo que impide un estándar objetivo.
2. Existencia de caracteres fenotípicos comunes en otras razas no designadas como tales.
3. La potencialidad existe en razas muy alejadas del fenotipo atribuido en la legislación.
4. Nula importancia concedida por la ley a efectos ambientales (epigenética) habida cuenta de la baja heredabilidad de los caracteres ligados al comportamiento.
5. Situación incierta de los mestizos.
6. Al basarse principalmente en rasgos medibles — fuerza de mordida, tamaño o características genéticas—, omiten la valoración del comportamiento individual y de factores como el manejo, la socialización o la educación.[7]